# Joan Farré i Oliver
Joan Farré i Oliver   (Folgueroles, 1957) és un mestre cisteller català, establert al seu poble natal. Autodidacta, el 2007 va rebre el diploma de mestre artesà. S'especialitza en l'ús del vímet i és conegut per la manera de renovar l'ofici tradicional en aplicacions artístiques contemporànies. A més del vímet mort també innova per l'ús de vímet viu en el disseny de parcs i jardins. El 1984 va començar un procés de revalorització dels materials i formes de cistelleria adaptant-los per a altres usos.
Les seves obres més conegudes són la teulada del pavelló d'Espanya a l'Exposició Universal de Xangai (2010) sota la direcció de l'arquitecta italocatalana Benedetta Tagliabue i dues cúpules de grans dimensions (de vímet amb estructura de ferro incorporada), realitzades per la seva cooperativa Pont de Querós, segons projecte de l'equip de l'arquitecte Jean Nouvel al Parc Diagonal del Poblenou. Les seves creacions són considerades com una transició preciosa entre naturalesa i construcció. També va participar en la preparació i la conservació de la col·lecció de cistells al Museu del Blat al Mas Colomer de Taradell. Imparteix cursos arreu del país de sensibilització i de formació a l'art de la cistelleria, així com l'organització de l'anual Fira del Cistell de Salt. És president de l'Associació Catalana de Cistellers i Cistelleres i de la Federació d'Associacions d'Artesans d'Ofici de Catalunya establert al Poble Espanyol de Barcelona.
Exposicions col·lectives
- Empremtes d'Osona (2008) exposició itinerant.[10]
- Mellem Himmel & Hav (2011) a Stige (Odense, Dinamarca).[11]
- Læ & Leben: art del paisatge (2013) al parc de Reventlow a Torrig, a l'illa de Lolland, (Dinamarca) en col·laboració amb el museu Lolland Falster.[12]
- Natur-lighed (2014), Parc de Reventlow, Lolland, Dinamarca.[13]

Reconeixement
- El 2007 va rebre el Premi Nacional d'Artesania en l'apartat innovació.[14]
- El 2008 rep el Premi d'Artesania Empremtes d'Osona.[15]

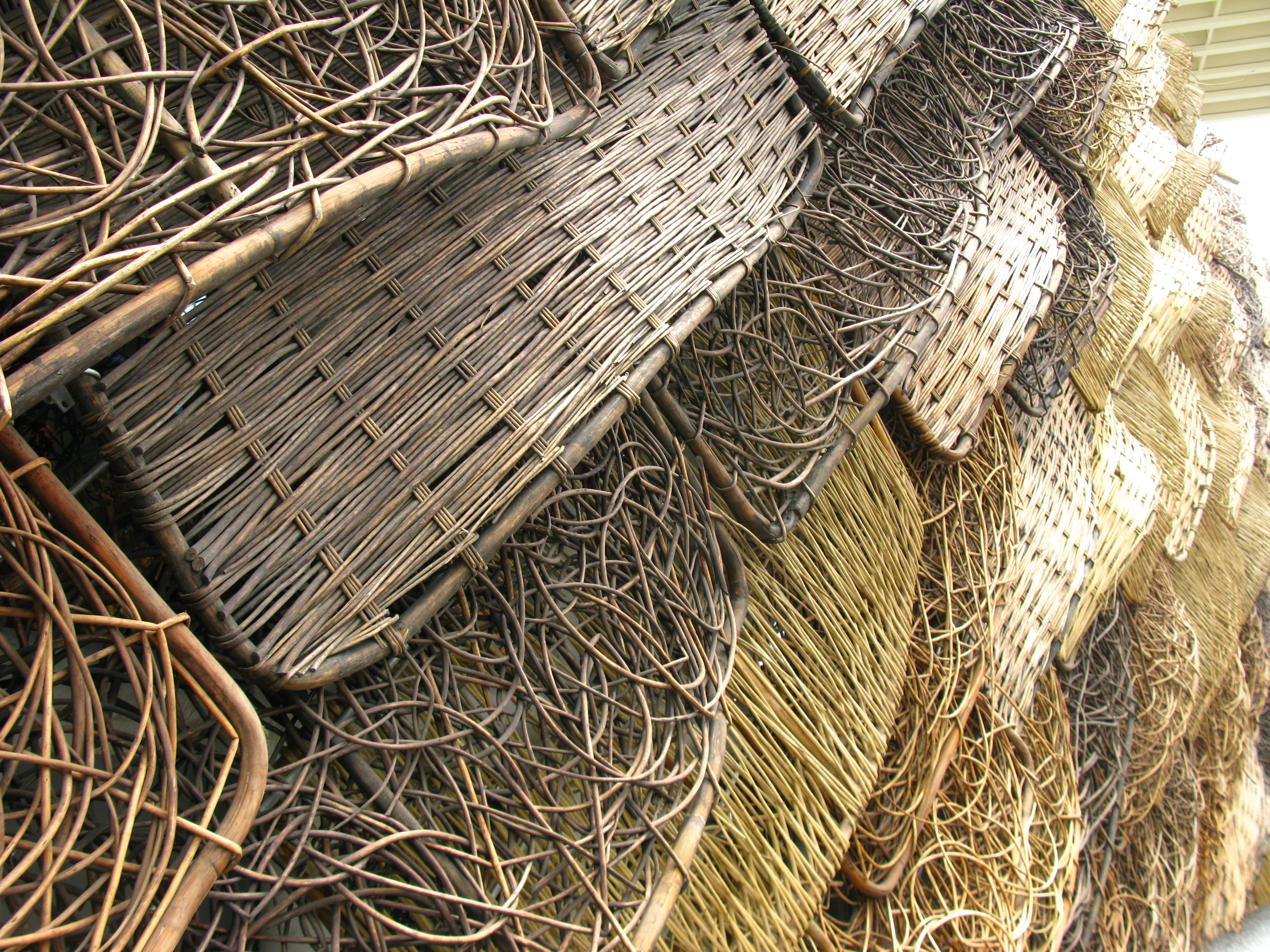
Xangai 2010 (detall)